# Bareogonalos
Bareogonalos (лат.) — род наездников из семейства Trigonalidae.

## Описание
Наездники средних размеров (8—13 мм). Тело коренастое, толстое, чёрное с жёлтыми отметинами. Усики длинные, нитевидные с множеством сегментов (18-23), у самцов без тилоидов. Голова дорзально поперечная; фасеточные глаза овальные, расположены на боковой части головы; простые глазки находятся на затылке. Основания мандибул отдалены от нижней части глаз. Проподеум морщинистый, метасома гладкая и блестящая. В нижней части брюшка его 2-й и 3-й стерниты образуют выступающую лопасть. Вертлуги 2-члениковые, крылья с 3 радиомедиальными ячейками. Брюшко яйцевидно-эллиптическое. Паразитируют на личинках различных жалящих перепончатокрылых насекомых (Vespa, Vespula, Dolichovespula и Provespa; Vespinae: Vespidae).

## Систематика
Около 5 видов. Род Bareogonalos близок к родам Nomadina Westwood, 1868, Pseudogonalos Schulz, 1906, Satogonalos, Taeniogonalos Schulz, 1906 и Trigonalys Westwood, 1835, вместе с которыми образует подсемейство Trigonalinae (Trigonalyinae). 
- Подсемейство Trigonalinae (Trigonalyinae)
  - Род Bareogonalos Schulz, 1907
    - Bareogonalos canadensis (Harrington, 1896) typus — Канада, США
    - Bareogonalos scutellaris (Cameron 1897) — Мексика
      - (=Trigonalys hahnii Harrington, 1896)

    - Bareogonalos jezoensis (Uchida, 1929) — Россия, Япония, Ява (Индонезия)
    - Bareogonalos huisuni Yamane & Yamane, 1975 — Тайвань